# Pluviofobia
Pluviofobia é um distúrbio relacionado a chuva. Os portadores deste raro distúrbio têm medo incontrolável da chuva ou se de molhar nela.

## Descrição
Aqueles que sofrem desta doença rara tem um medo incontrolável de se molhar na chuva. Em casos ainda mais raros, pode desenvolver uma variação chamada "pluviofobia obsessiva". Neste caso, aqueles que sofrem da fobia pode adquirir e disseminar dispositivos idolatria originalmente criados para proteger-se a céu aberto, como guarda-chuvas, toldos, chapéus e os casos mais comuns, casacos à prova d'água.
A pluviofobia geralmente afeta adultos que vivem nas grandes cidades e úmido e, em alguns casos, é relacionado a outra fobia: hidrofobia, ou medo de água.

## Causas
O principal agente causador da Pluviofobia, diferentemente da Hidrofobia, não é o medo de afogar-se, mas sim o asco que a água da chuva provoca. Nos últimos anos, é crescente a quantidade de impurezas e microorganismos patológicos transportados pela água da chuva, contribuindo para o aumento de casos dessa fobia. Principalmente em grandes centros urbanos, a mistura de massas atmosféricas limpas com as carregadas de poluição, gera a chuva ácida, que por sua vez causa danos à pele e cabelos.

## Doenças transmitidas
Nas épocas em que a precipitação aumenta, é comum também a elevação dos casos de doenças transmitidas pela água, como a dengue, cólera, leptospirose, hepatite A e diarreia.